# ブラック・ピーター
「ブラック・ピーター」（"The Adventure of Black Peter"）は、イギリスの小説家、アーサー・コナン・ドイルによる短編小説。シャーロック・ホームズシリーズの一つで、56ある短編小説のうち30番目に発表された作品である。イギリスの『ストランド・マガジン』1904年3月号、アメリカの『コリアーズ・ウィークリー』1904年2月27日号に発表。1905年発行の第3短編集『シャーロック・ホームズの帰還』(The Return of Sherlock Holmes) に収録された。

## あらすじ
1895年7月、「ブラック・ピーター」ことピーター・ケアリー船長が、銛で一突きにされて殺されているのが、母屋から離れた小屋で発見された。現場にはケアリー船長と同じ「P.C.」のイニシャルの入ったたばこ入れと、証券のリストが書かれて、「J.H.N.」のイニシャルが入った手帳が残されていた。捜査に当たったホプキンズ警部がシャーロック・ホームズに助力を依頼するが、ホームズは肉屋の奥で、吊るされた豚肉に槍を突き刺す実験をするなど、奇妙な行動をしていた。
ホームズとワトスン、そしてホプキンズ警部は凶行のあった現場に向かうが、小屋の入口の鍵が何者かによってこじ開けられようとしていたことに気づく。その何者かは鍵をこじ開けることに失敗したので、また来るだろうと推理し、ホームズたちは小屋を張り込む。その夜、一人の痩せた弱々しい青年が小屋の鍵をこじ開けて入ってきた。ホプキンズ警部がその男を捕まえると、彼はジョン・ホプリー・ネリガン（J. H. N.）と名乗り、父親の持っていた証券が、なぜかケアリー船長の手元にあったので、ケアリー船長から証言を得ようとしていたと話した。ジョンの父親は、有価証券を持って小型ヨットでノルウェーに向かったが、途中で消息を絶ったという。その証券の一部を、ケアリー船長が市場に売ったので調べていたのだ。また、父親のヨットの航路と、北極海から戻ってくるケアリー船長の捕鯨船の航路が重なっていたことも調べていた。
ホプキンズ警部は、ネリガンをケアリー船長殺人の罪で逮捕するが、ホームズは彼のような痩せて弱弱しい青年が、船長を銛で突き殺すことなど本質的にありえないという。真犯人が別にいるというのだ。
ホームズは独自の調査を続けた。そしてバジル船長の名前で、ある船会社に手紙を出し、３人の銛打ち船員を集めてくれるよう依頼した。ホームズとワトスン、ホプキンズ警部が集まり、応募してきた船員を一人ずつ面接した。初めの小柄な男はランカスターと名乗り、ホームズは採用しないと言った。次の、背は高いが痩せている男はパティンズと名乗り、やはり採用されなかった。三番目はパトリック・ケアンズ（P.C）という名の、大柄で髭をのばし獰猛な顔つきの男だった。ホームズは採用すると言い、契約書にサインさせている間にケアンズに手錠をかけた。ケアンズはホームズと激しくもみあったが、ワトスンがピストルを突き付けるとおとなしくなった。ホームズは、北極探検隊のバジル船長を名乗り、船会社に船員を集めるふりをしていたのだ。特に、ケアリー船長の捕鯨船に乗り組んだことがある船員を。これを見たホプキンズ警部は、自分が間違った人物を逮捕していたことを悟り、ホームズにわびた。
ケアンズが白状した内容は、次のとおりだ。1883年8月、ケアンズはケアリー船長の捕鯨船に、銛打ちとして乗り組んでいた。母港へ帰る途中に、漂流している小型ヨットを見つけた。乗っていたのは一人の男で、手荷物はブリキ箱がひとつだけだ。救助された男は、しばらくケアリー船長と話し合っていた。２日目の夜には、その男が船上から消えていた。捕鯨船内では、自殺したとか悪天候で船から転落したらしいと言っていた。しかし夜間の見張りをしていたケアンズは、その男をケアリー船長が海に投げ込むのを目撃していた。母港に着いたときには、男の話をする者は誰もいなかった。年月が過ぎ、ケアンズはやっとケアリー船長の居場所を突き止めた。あのブリキ箱には金目の物が入っているはずで、その中身を分けてもらうため、ケアリー船長の小屋を訪れた。最初に会ったときケアリー船長は機嫌よく応対し、２日後にまた来るように言った。その日に訪れると、ケアリー船長は酔っぱらっていて機嫌が悪く、二人で酒を飲むうちに突然ナイフで襲ってきたため、壁にかけてあった銛で突き刺した。そしてブリキ箱を持ち出したが、そのとき小屋にたばこ入れを置き忘れた。ブリキ箱には入っていたのは書類だけで、金目のものはなかった。金に困っていたところ、船員募集の話を聞いたのでホームズの元にやってきた、というわけだった。
ホームズは、ブリキ箱をジョン・ホプリー・ネリガンに返すよう、ホプキンズ警部に言った。